# Freilichtbühne Isenburg

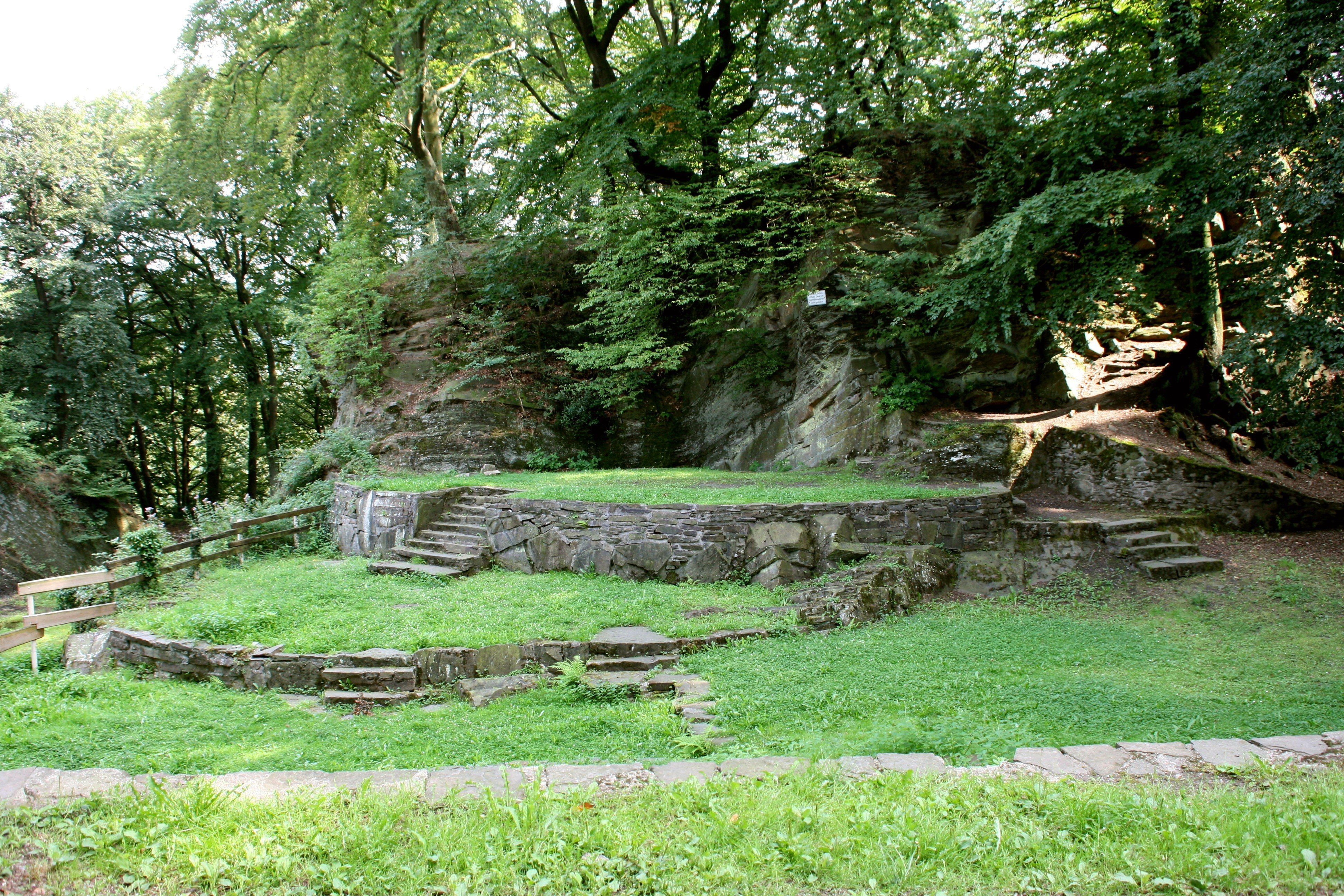
Bühne

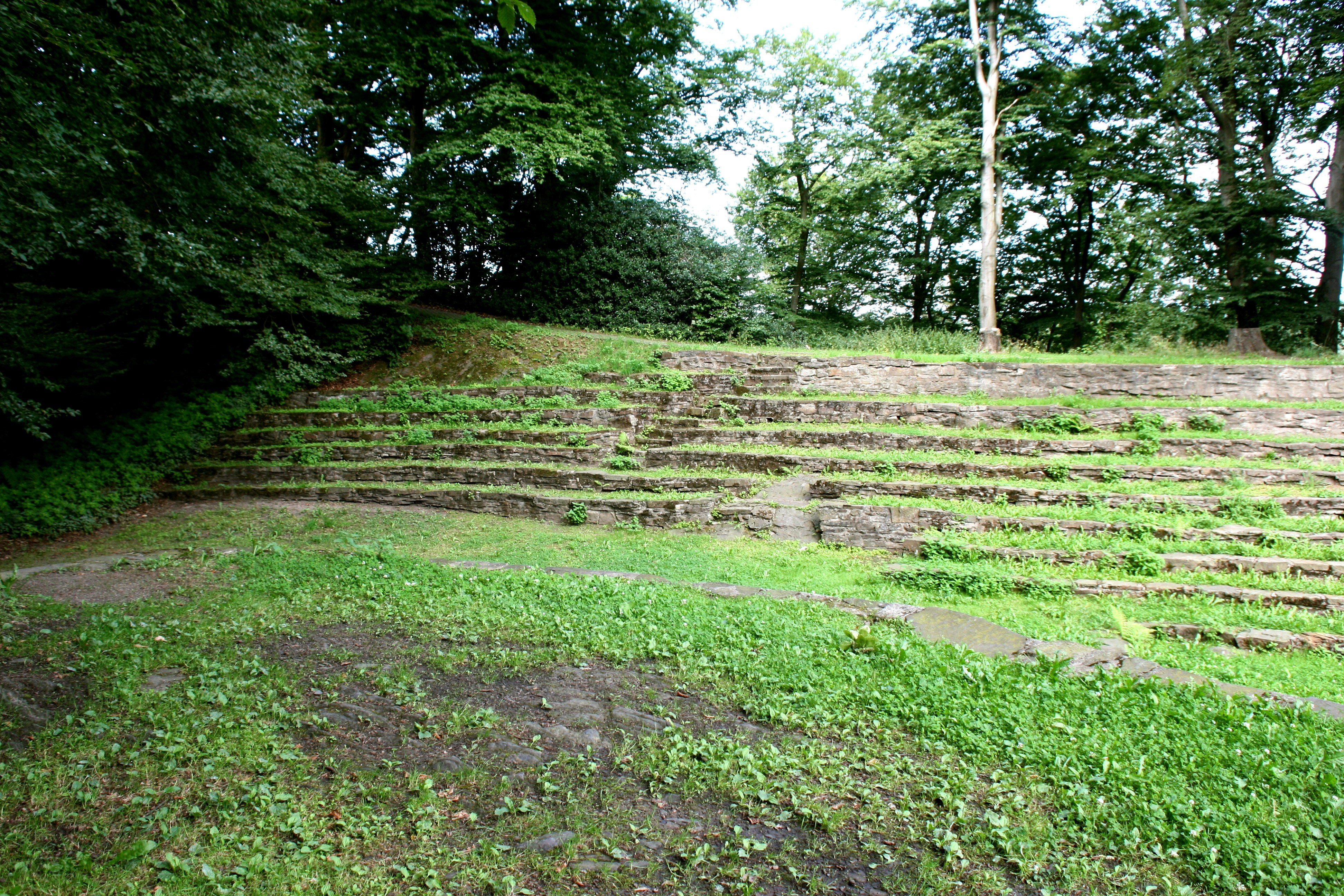
Tribüne

Die Freilichtbühne Isenburg befindet sich unweit des Halsgrabens der Burgruine Isenburg auf dem Isenberg in Hattingen.
Nach Angabe des Vereins zur Erhaltung der Isenburg wurde sie in den 1930er Jahren erbaut und am 3. September 1933 eingeweiht. In dieser Zeit waren viele ähnliche Bühnen im Rahmen der Thingbewegung entstanden, doch steht diese Bühne hiermit nicht im Zusammenhang.
Die Freilichtbühne wurde vom Kulturbüro der Stadt Hattingen bewirtschaftet. Unter dem Stichwort „Kultur über der Ruhr“ wurden auch Veranstaltungen auf der Freilichtbühne durchgeführt. Inzwischen wurde sie seit über 20 Jahren nicht mehr bespielt.